# Vulpes qiuzhudingi
Vulpes qiuzhudingi — вимерлий вид лисиць із Гімалаїв. V. qiuzhudingi в першу чергу був м'ясоїдним. Скам'янілості, датовані від 5.08 до 3.60 мільйонів років тому, були знайдені в басейні Занда і горах Куньлунь Тибету. Його назвали на честь Цю Чжудіна, палеонтолога з Китайської академії наук. Вважається, що цей вид є предком Vulpes lagopus, сучасного песця, що підтверджує теорію за якою низка сучасних арктичних видів веде своє походження від видів, що родом із Тибетського плато.